# هیتوری

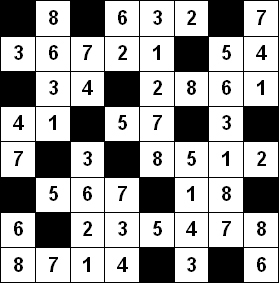
یک هیتوری حل شده

هیتوری (به ژاپنی: ひとりにしてくれ) یک بازی عددی-منطقی ژاپنی است که توسط نیکلولی عرضه شده‌است. این بازی شامل جدولی از اعداد است که تمام خانه‌ها از اعداد پر شده‌است و برای پایان بازی باید تعدادی از این اعداد را مطابق قوانین مربوطه حذف شوند.

## قوانین بازی
قوانینی که در این بازی باید عایت شوند:
- سطرها یا ستون‌ها نباید اعداد تکراری داشته باشند.
- خانه‌های حذف شده در یک سطر یا ستون نباید کنار هم باشند.
- خانه‌های حذف نشده باید به صورت پیوسته و یکپارچه باشند، بطوریکه توسط خانه‌های حذف شده به دو یا چند قسمت تقسیم نشوند.

## تاریخچه
هیتوری اولین بار در شماره 29 مجله نیکولی (مارس 1990) منتشر شد.